# Десимпелар, Морис
Морис Десимпелар (нидерл. Maurice Desimpelaere; 28 мая 1920, коммуна Ледегем, провинция Фламандский регион, Бельгия — 30 января 2005,  Вевелгем, провинция Западная Фландрия, Бельгия) — бельгийский профессиональный шоссейный велогонщик в 1942-1950 годах.  Победитель велогонок: Париж — Рубе (1944), Дварс дор Фландерен (1946), Гент — Вевельгем (1947).

## Достижения
1939
4-й Тур Фландрии U23
1944
1-й Париж — Рубе
1945
1-й Гран-при Эспераза
1-й Гран-при Вилворде
2-й Омлоп Хет Ниувсблад
3-й Circuit de Paris
3-й Три дня Западной Фландрии
4-й Париж — Тур
5-й Париж — Рубе
1946
1-й Дварс дор Фландерен — Генеральная классификация
1-й — Этап 2
2-й Гент — Вевельгем
4-й Париж — Брюссель
4-й Омлоп Хет Ниувсблад
7-й Париж — Рубе
7-й Париж — Тур
1947
1-й Гент — Вевельгем
1-й De Drie Zustersteden
2-й Париж — Брюссель
2-й Флеш Валонь
6-й Париж — Тур
9-й Омлоп Хет Ниувсблад
1948
2-й Circuit Mandel-Lys-Escaut
7-й Париж — Брюссель
1949
2-й Нокере Курсе
9-й Тур Фландрии
9-й Милан — Сан-Ремо